# Maria do Nascimento da Graça Amorim
Pour les articles homonymes, voir Amorim.
Maria do Nascimento da Graça Amorim est une femme politique santoméenne. À l'indépendance du 12 juillet 1975, elle devient ambassadrice de Sao Tomé-et-Principe auprès de la France et du Portugal avant d'être, de 1978 à 1985, ministre des Affaires étrangères.